# Rincón del Pino
Rincón del Pino – miasto w Urugwaju, w departamencie San José.